# 노자와정 (나가노현)
노자와정(일본어: 野沢町)은 일본 나가노현 미나미사쿠군에 있던 정이다. 현재의 사쿠시에 해당한다.

## 역사
- 1889년 4월 1일 - 정촌제 시행에 의해 미나미사쿠군 노자와촌 외 7촌의 구역을 확장해 노자와촌이 성립하였다.
- 1897년 3월 9일 - 정으로 승격해 노자와정이 되었다.
- 1955년 4월 1일 - 미나미사쿠군 오사와촌, 사쿠라이촌, 기시노촌, 마에야마촌과 신설합병해, 새로운 노자와정이 성립하였다.
- 1961년 4월 1일 - 미나미사쿠군 나카고미정, 기타사쿠군 아사마정, 히가시촌과 신설합병해 사쿠시가 성립하여, 동일 노자와정은 폐지되었다.

## 교통

### 도로
- 국도 제141호선

## 참고문헌
- 角川日本地名大辞典 20 長野県